# Округ Лафејет (Висконсин)
Округ Лафејет (енгл. Lafayette County) је округ у америчкој савезној држави Висконсин.

## Демографија
По попису из 2010. године број становника је 16.836, што је 699 (4,3%) становника више него 2000. године.
| Група             | 2000.          | 2010.          |
| Белци             | 15.921 (98,7%) | 16.102 (95,6%) |
| Афроамериканци    | 17 (0,1%)      | 39 (0,2%)      |
| Азијати           | 36 (0,2%)      | 58 (0,3%)      |
| Хиспаноамериканци | 92 (0,6%)      | 522 (3,1%)     |
| Укупно            | 16.137         | 16.836         |